# Valbo-Ryrs församling
Valbo-Ryrs församling var en församling i Karlstads och Göteborgs stift i  Munkedals kommun. Församlingen uppgick 2006 i Foss församling.

## Administrativ historik
Församlingen har medeltida ursprung. Före den 1 januari 1886 (ändring enligt beslut den 17 april 1885) var namnet (Norra) Ryrs församling.
Församlingen var till 1670 annexförsamling i pastoratet Färgelanda, Ödeborg, Torp och Ryr. Från 1670 till 1720 utgjorde församlingen ett eget pastorat. Från 1720 till 1962 var den annexförsamling i pastoratet Torp och Valbo-Ryr, från 1962 till 1968 annexförsamling i pastoratet Färgelanda, Ödeborg, Torp och Valbo-Ryr. År 1968 övergick församlingen från Karlstads stift till Göteborgs stift och var till 2006 annexförsamling i pastoratet Foss, Håby och Valbo-Ryr. Församlingen uppgick 2006 i Foss församling.

## Kyrkor
- Valbo-Ryrs kyrka